# Jan Ekier
Jan Stanisław Ekier (Krakau, 29 augustus 1913 – Warschau, 15 augustus 2014) was een Pools pianist, componist en Chopindeskundige.
Ekier studeerde af aan de Jagiellonische Universiteit in 1934 en ging daarna studeren aan de Fryderyk Chopin Universiteit voor Muziek in Warschau en kreeg onder meer les van de bekende pianist Zbigniew Drzewiecki en van componist Kazimierz Sikorski. Hij vocht mee in de Opstand van Warschau (1944). Na het einde van de Tweede Wereldoorlog hervatte Ekier zijn artistieke carrière. Hij trad op in Europa, Zuid-Amerika en Japan. Hij was mede-oprichter van en leraar aan de Stanisław Moniuszko Muziekacademie Gdańsk, en vanaf 1953 hoogleraar aan de muziekacademie Krakau.
Ekier gaf talloze masterclasses over de hele wereld. Hij was jurylid, en (ere)voorzitter van het Internationaal Frederick Chopin Piano Concours. In 2000 won hij de "Commander's Cross" met de ster van de Orde Polonia Restituta en in 2010 ontving hij de Orde van de Witte Adelaar.  
Ekier overleed twee weken vóór zijn 101e verjaardag.
- Bibsys: 7055481
- Bibliothèque nationale de France: cb127492335 (data)
- CiNii: DA07333351
- Gemeinsame Normdatei: 13436631X
- International Standard Name Identifier: 0000 0003 7388 5201
- Library of Congress Control Number: n82242527
- Nationale Bibliotheek van Letland: 000125241
- MusicBrainz: acc73910-c8d2-4473-a8c2-f18989e3a249
- Nationale Bibliotheek van Tsjechië: xx0012071
- Nationale bibliotheek van Australië: 36064012
- Nationale Bibliotheek van Israël: 987007454060605171
- Nationale en Universitaire bibliotheek Zagreb: 000044490
- Nederlandse Thesaurus van Auteursnamen: 073685976
- Réseau des bibliothèques de Suisse occidentale: 02-A003213168
- Istituto Centrale per il Catalogo Unico: LO1V191829
- SNAC: w62p73hz
- Système universitaire de documentation: 145530868
- Virtual International Authority File: 85378061
- WorldCat: E39PBJfmqDX8Pkqgfg8PmQp3wC